# Festuca michaelis
Festuca michaelis là một loài thực vật có hoa trong họ Hòa thảo. Loài này được Cebolla & Rivas Ponce mô tả khoa học đầu tiên năm 2001.